# Ostro Beltza (manzana)
Ostro Beltza es el nombre de una variedad cultivar de manzano (Malus domestica). Esta manzana está cultivada en diversos viveros entre ellos algunos dedicados a conservación de árboles frutales en peligro de desaparición. La manzana 'Ostro Beltza' es originaria de Guipúzcoa, donde tuvo su mejor época de cultivo comercial en la década de 1960, y actualmente en menor medida aun se encuentra para la elaboración de sidra.

## Sinónimos
- "Manzana Ostro Beltza",[6][7][8]
- "Ostro Beltza Sagarra".

## Historia
'Ostro Beltza' es una variedad de manzana cultivada en Guipúzcoa está considerada incluida en las variedades locales autóctonas muy antiguas, cuyo cultivo se centraba en comarcas muy definidas. Se caracterizaban por su buena adaptación a sus ecosistemas y podrían tener interés genético en virtud de su adaptación. Estas se podían clasificar en dos subgrupos: de mesa y de sidra (aunque algunas tenían aptitud mixta). Es muy apreciada en la elaboración de sidra.
'Ostro Beltza' es una variedad mixta, clasificada como de cocina, también se utiliza en la elaboración de sidra; difundido su cultivo en el pasado por los viveros comerciales y cuyo cultivo en la actualidad se ha reducido a huertos familiares, y muy apreciada en la elaboración de sidra.

## Características
El manzano de la variedad 'Ostro Beltza' tiene un vigor medio; florece a inicios de mayo; tubo del cáliz en forma de embudo corto, y con los estambres situados en su mitad.
La variedad de manzana 'Ostro Beltza' tiene un fruto de tamaño medio; forma redonda, algo cónica, y en su contorno presenta un ligero mamelón; piel gruesa y áspera; con color de fondo verde amarillento, siendo el color del sobre color ausente, importancia del sobre color ausente, siendo su reparto ausente, presenta numerosos puntos de color pardo verdoso de distribución aleatoria, y una sensibilidad al "russeting" (pardeamiento áspero superficial que presentan algunas variedades) débil o muy débil; pedúnculo de tamaño muy corto y fuerte, anchura de la cavidad peduncular pequeña, profundidad de la cavidad pedúncular es pequeña, en la pared se cubre con un ligero ruginoso-"russeting", y con una  importancia del "russeting" en cavidad peduncular débil; anchura de la cavidad calicina pequeña, profundidad de la cav. calicina pequeña, y de la importancia del "russeting" en cavidad calicina muy débil; ojo pequeño y semiabierto; sépalos triangulares en la base.
Carne de color blanco verdosa. Textura crujiente, algo áspera, de mucho zumo y mucho aroma; sabor característico de la variedad, insípido-amargo, muy apreciada en la elaboración de sidra; corazón de tamaño medio, desplazado. Eje abierto. Celdas arriñonadas, cartilaginosas de color verde claro. Semillas aristadas, puntiagudas, de tamaño medio, color marrón claro uniforme.
La manzana 'Ostro Beltza' tiene una época de maduración y recolección tardía en el otoño, se recolecta desde mediados de octubre. Tiene uso mixto pues se usa como manzana de cocina, y también muy apreciada como manzana para la elaboración de sidra.